# Patrizia Bulgari
Patrizia Bulgari, pseudonimo di Patrizia Bulgarelli (Codigoro, 16 dicembre 1961), è una cantante e autrice televisiva italiana.

## Biografia
Risale al 1981 il suo primo 45 giri, Stand by Me, seguito nel 1983 da Bazaar brucerò e nel 1984 da Mio.
Nel 1990 partecipa a Sanremo International ed incide il suo primo album, Venere ferita, contenente delle cover di classici come Love Me Tender e Stand by Me e alcuni inediti scritti da Luca Bonaffini, che ne cura anche la produzione esecutiva.
Nel 1991 debutta al Festival di Sanremo, raggiungendo la finale con Giselle. Nello stesso anno esce il suo secondo album Giselle e.... Partecipa al Cantagiro con Le lacrime e la pioggia, brano scritto da Rudy Marra.
Nel 1992 torna al Festival di Sanremo, piazzandosi al quinto posto fra le Nuove Proposte con Amica di scuola, e pubblica il suo terzo album Il bar degli arrivisti. Al Cantagiro si classifica all'ottavo posto fra i Big con Profumo di lillà, firmato da Rudy Marra.
Nel 1995 pubblica l'album Aspettando Berenice, scritto e prodotto da Vincenzo Spampinato, che segna la svolta folk e include le riletture in italiano di I Want You di Bob Dylan e Alfonsina y el mar di Mercedes Sosa.
Nel 1997 partecipa allo spettacolo musicale di Rai 1 in omaggio a Titina De Filippo, interpretando A mamma.
Nel 2000 inizia l'attività di autrice televisiva collaborando alla produzione di programmi di Rai 1 come il Premio Barocco e il Premio Regia Televisiva.
Nel 2002 è la volta de La tarantella di Socrate, album pubblicato anche in Grecia e che si avvale della collaborazione con Il Cenacolo Mediterraneo, un'orchestra di archi e percussioni con cui incide anche Le parole d'amore per la compilation Chill Out in Paris 2 edita in Francia.

## Discografia

### Album
- 1990 - Venere ferita
- 1991 - Giselle e...
- 1992 - Il bar degli arrivisti
- 1993 - Raccolta
- 1995 - Aspettando Berenice
- 2002 - La tarantella di Socrate

### Singoli
- 1981 - Stand by Me
- 1983 - Bazaar brucerò
- 1984 - Mio
- 1991 - Giselle
- 1992 - Amica di scuola